# 대칭 다항식
수학에서 대칭 다항식(對稱多項式, symmetric polynomial)은 변수의 위치를 뒤바꿔도 변하지 않는 다변수 다항식이다.

## 정의
다항식 {\displaystyle f\in K[x_{1},\dots ,x_{n}]} ({\displaystyle K}는 체)가 다음 조건을 만족시키면, 대칭 다항식이라고 한다.
- 임의의 {\displaystyle \sigma \in S_{n}}에 대하여, {\displaystyle f(x_{\sigma (1)},\dots ,x_{\sigma (n)})=f(x_{1},\dots ,x_{n})}

또한, {\displaystyle n}변수 {\displaystyle (\alpha _{1},\dots ,\alpha _{n})}차 단항 대칭 다항식(單項對稱多項式, 영어: monomial symmetric polynomial) {\displaystyle m_{n,\alpha }\in K[x_{1},\dots ,x_{n}]}은 다음과 같다.
{\displaystyle m_{n,\alpha }(x_{1},\dots ,x_{n})=\sum _{\sigma \in S_{n}}x_{\sigma (1)}^{\alpha _{1}}\cdots x_{\sigma (n)}^{\alpha _{n}}}
또한, {\displaystyle n}변수 {\displaystyle k}차 기본 대칭 다항식(基本對稱多項式, 영어: elementary symmetric polynomial) {\displaystyle e_{n,k}\in K[x_{1},\dots ,x_{n}]}은 다음과 같다.
{\displaystyle e_{n,k}(x_{1},\dots ,x_{n})=\sum _{1\leq i_{1}<\cdots <i_{k}\leq n}x_{i_{1}}\cdots x_{i_{k}}}
또한, {\displaystyle n}변수 {\displaystyle k}차 멱합 대칭 다항식(冪合對稱多項式, power sum symmetric polynomial) {\displaystyle s_{n,k}\in K[x_{1},\dots ,x_{n}]}은 다음과 같다.
{\displaystyle s_{n,k}(x_{1},\dots ,x_{n})=\sum _{i=1}^{n}x_{i}^{k}=x_{1}^{k}+\cdots +x_{n}^{k}}
또한, {\displaystyle n}변수 {\displaystyle k}차 완전 동차 대칭 다항식(完全同次對稱多項式, 영어: complete homogeneous symmetric polynomial) {\displaystyle h_{n,k}\in K[x_{1},\dots ,x_{n}]}은 다음과 같다.
{\displaystyle h_{n,k}(x_{1},\dots ,x_{n})=\sum _{1\leq i_{1}\leq \cdots \leq i_{k}\leq n}x_{i_{1}}\cdots x_{i_{k}}=\sum _{k_{1},\dots ,k_{n}\geq 0}^{k_{1}+\cdots +k_{n}=k}x_{1}^{k_{1}}\cdots x_{n}^{k_{n}}}

## 성질
모든 대칭 다항식 {\displaystyle f\in K[x_{1},\dots ,x_{n}]}에 대하여, {\displaystyle f=g(e_{n,1},\dots ,e_{n,n})}인 {\displaystyle g\in K[x_{1},\dots ,x_{n}]}가 존재한다.

## 같이 보기
- 대칭 함수
- 뉴턴 항등식
- 뮤어헤드의 부등식